# Knef (Album)
KNEF ist ein deutschsprachiges Musikalbum der Schauspielerin, Sängerin und Autorin Hildegard Knef. Die Liedtexte der zwölf enthaltenen Chansons stammen von der Interpretin selbst. Komponist, Arrangeur und Dirigent der Studioproduktion war Hans Hammerschmid. Das Album erschien im Februar 1970 als Langspielplatte auf dem Decca-Label der Teldec. Im gleichen Jahr wurde der Titel Tapetenwechsel, der sich zum bekanntesten des Albums entwickelte, als Single ausgekoppelt (B-Seite: Wieviel Menschen waren glücklich, (daß du gelebt?)). Das komplette Album wurde im Jahr 2005 erstmals auf CD und 2022 auf farbigem Vinyl wiederveröffentlicht.

## Entstehung
Der österreichische Komponist Hans Hammerschmid war seit 1967 Arrangeur der meisten Aufnahmen von Hildegard Knef. Aus der Feder des Autorenteams Hammerschmid und Knef stammten bereits erfolgreiche Titel wie Für mich soll’s rote Rosen regnen und Von nun an ging’s bergab (beide 1968).
Nach Halt mich fest (1967) und Träume heißen du (1968) war KNEF das dritte Album der Künstlerin, bei dem Hammerschmid die musikalische Leitung übernahm. Bei dem ebenfalls von Hammerschmid arrangierten Livealbum knef concert (1968) wurde die Sängerin vom Orchester Kurt Edelhagen begleitet. Hammerschmids Arrangements waren zunächst vor allem vom französischen Chanson und vom Jazz beeinflusst. Mit dem Album KNEF wollte das Autorenteam dann „etwas Neues machen. […] Schlager, das kam für uns nicht infrage, das wäre zu platt gewesen. Also haben wir versucht, etwas von den anderen Dingen aufzunehmen, die damals in der Luft lagen“ (Hans Hammerschmid im Begleittext der CD KNEF, 2005). Neben nur wenigen klassischen Chansons entstanden die meisten der zwölf Titel unter dem Einfluss seinerzeit aktueller Popmusik, wie Jazz, Beat und Folk.
Die Aufnahmen fanden vom 9. bis 12. Dezember 1969 in den Teldec-Studios (heute Teldex Studio) in Berlin-Lichterfelde statt. Produziert wurde das Album von dem britischen Schauspieler David Cameron, der von 1962 bis 1976 mit Hildegard Knef verheiratet war. Gemeinsam mit Hans Hammerschmid wirkte er als Chor des Liedes Tapetenwechsel mit.

## Musik und Inhalt der Titel

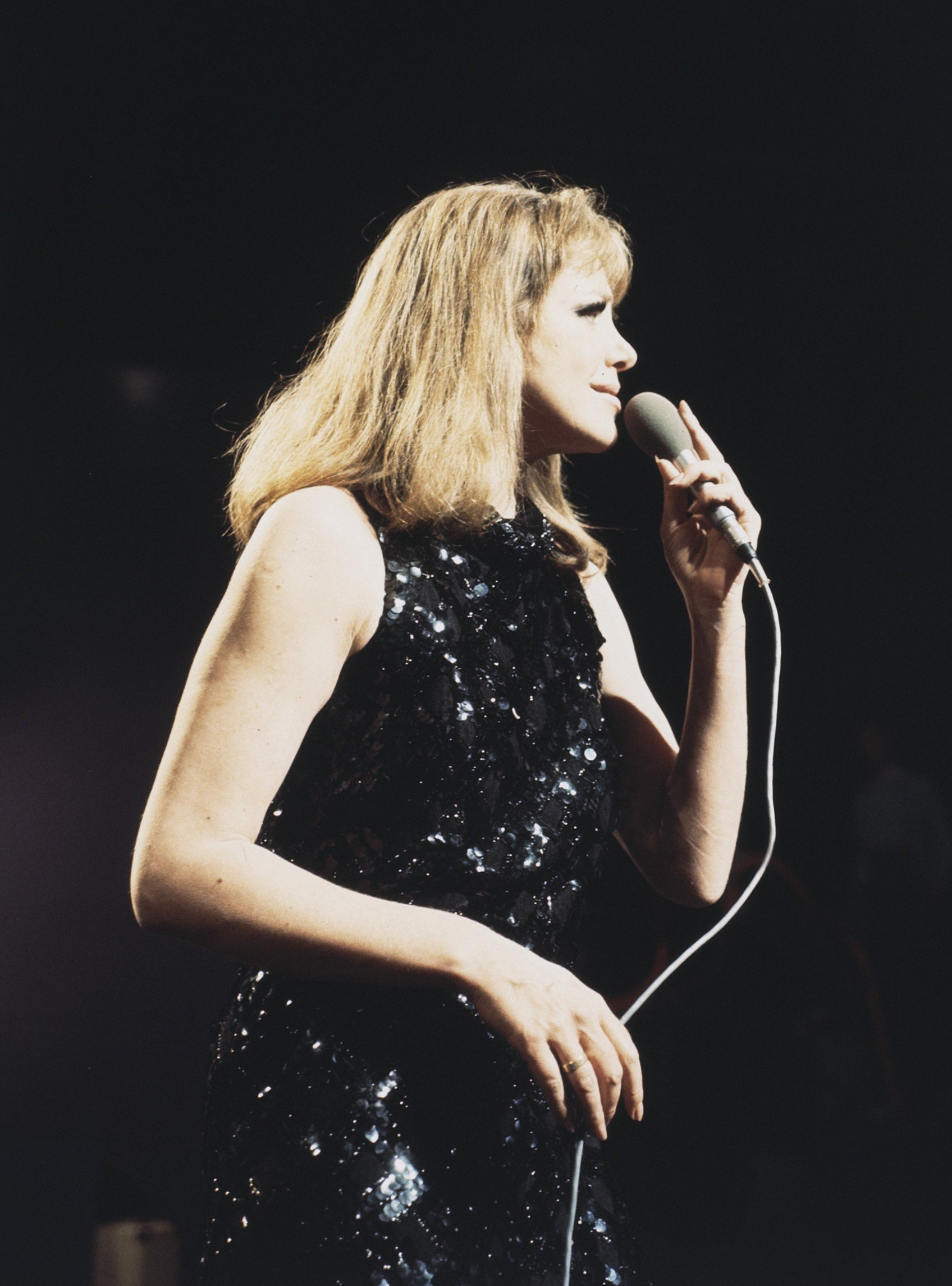
Hildegard Knef, 1969

Der erste Titel Wieviel Menschen waren glücklich, daß du gelebt? beginnt mit dem ungewöhnlichen Einsatz einer elektrischen Gitarre und psychedelischer Beatmusik, schließlich klingen auch herkömmliche Melodien an, die unter anderem von Oboe und Piano getragen werden. Die Antwort auf die titelgebende Frage erfolgt im Liedtext mit aufrüttelnden Worten („und die Trauer macht dich stumm, weil du’s nicht weißt“).
Bei Schwertfisch handelt es sich um einen traditionellen Walzer, der an Knefs Hit Eins und eins, das macht zwei (Musik: Charly Niessen) aus dem Jahr 1963 erinnert. Inhaltlich wird von verschiedenen Tieren erzählt, die von ihren typischen Eigenarten geplagt werden („Dem Schwertfisch erschwert es das Leben, dass er am Schwerte hängt“). Die letzte Strophe handelt vom Menschen, der „von der ständigen Frage nach einem tieferen Sinn geplagt“ werde. Dies sei jedoch vergebens, denn der Mensch „bekommt nichts gesagt, weil er das Falsche fragt“.
Der folkloristische Song Ich brauch’ Tapetenwechsel ist von den Klängen einer akustischen Gitarre geprägt. Der Text erzählt die Fabel einer Birke, die aus ihrer gewohnten Umgebung ausbricht („Ich brauch’ Tapetenwechsel, sprach die Birke, und macht’ sich in der Dämmerung auf den Weg“) und letztlich scheitert, da sie gefällt wird („und als Kommode dachte sie noch immer, wie schön es doch im Birkenhaine war“).
Die melancholischen Zeilen des Chansons Insel meiner Angst („Als die Kraft verebbte, die Angst mich umflutet“) wurde mit einer eleganten Melodie kombiniert, getragen von akustischer Gitarre und Streichorchester. Elvira O. ist eine Hommage an die Unterhaltungsmusik der Goldenen Zwanziger. Knef singt mit verfremdeter Grammophon-Stimme das ironische „Klagelied der Elvira O., im Jahr zweitausendundfünfzig oder so“. Diese trauert der Vergangenheit nach, in der sie „noch verderblich“ und „ein Ärgernis“ war. Ihr Gewerbe sei „gefährdet, weil ein jeder sich gebärdet, so, als wüsste er in meiner Branche Bescheid“.
Friedenskampf und Schadenfreude ist ein episch arrangierter Track, der an Arbeiten des US-amerikanischen Komponisten Jimmy Webb erinnert. Obwohl es sich um den längsten Titel des Albums handelt, besteht der Text nur aus drei kurzen Strophen, die auf die widersprüchliche Bedeutung der Begriffe Friedenskampf und Schadenfreude hinweisen („Du heißt Kampf und vorne Frieden, mir ist Freud’ und Schad’ beschieden“). Das Arrangement von Liebe auf den hundertsten Blick entstand hingegen hörbar unter dem Einfluss des Komponisten Burt Bacharach. Der Text ist abermals ironisch und pointiert („und nach Mark Aurels Bankett gingen wir sogleich ins Bett. Es war Liebe auf den hundertsten Blick…“).
Das Stück Mein Zeitbegriff wird unter anderem eindrucksvoll von den Einsätzen eines Chors (Rosy-Singers) und einer Oboe unterstützt. Knef schildert darin die Sicht auf die Welt mit den Augen eines Säuglings („Mein Zeitbegriff ist nicht der eure, ihr sagt, ich sei jetzt fast ein Jahr“). Im Text übte die Künstlerin Gesellschaftskritik („die Freuden, dir ihr meint, sind ohne Freude, ihr sprecht von Glück, dem Glück, das ihr nicht kennt“). Der Tag holt Luft ist das traditionellste Chanson des Albums. Hildegard Knef, lediglich von einem Klavier begleitet, beschreibt darin die bedrückende Atmosphäre am Morgen („Der Tag holt Luft und knackt mit den Gelenken, vorm Horizont klebt der Antennenwald“).
Den Titel Im 80. Stockwerk dominieren vor allem psychedelische Arrangements. Der minimalistische Text, bestehend aus zwei Vierzeilern, handelt von einem Mädchen, das „im 80. Stockwerk, in dem Haus, das es nicht gibt, in der Stadt, die es nicht gibt,“ stehen werde. Dort werde es auf „den Mann“ warten und fragen: „Wann, endlich wann, wird er da sein?“. Der Fernsehmoderator und Musikjournalist Götz Alsmann beschrieb den Titel 1997 als „Versuch von Hildegard Knef, Hippie-Drogenlyrik nachzuempfinden“. Ebenfalls mit psychedelischen Elementen wurde das Arrangement von Die Herren dieser Welt versehen. Im Text entwarf Knef ein düsteres Szenario des Weltuntergangs („Als das Flussbett eingetrocknet, suchten Kinder nach dem Ufer“).
Das Album schließt mit dem Song Eisblumen ab, der sich abermals an Folkmusik orientiert. Knef singt darin stimmungsvoll von verschwommenen Kindheitserinnerungen, von der „Angst vor dem Mann auf Zigarrenplakat“ oder von der „Nacht, in der die große Stadt verbrannt, zersplittertes Rot am Gardinenrand…“. Die Platte endet mit dem Satz „In der Watte seines Unvermögens lebt der Mensch beschränkt. Ich, du, er, sie, es haben’s gut gemeint, immer gut gemeint. Irgendjemand hat es gut gemeint, immer gut gemeint“. Es folgten die Worte „Letzte Rille, letzte Rille, letzte Rille…“, auf der Langspielplatte als Endlosrille.

## Veröffentlichungen

### LP und Single

Label der Single Tapetenwechsel, 1970

Im Februar 1970 kam die Langspielplatte auf dem Decca-Label (Bestellnummer: SLK 16633-P) der TELDEC »Telefunken-Decca« Schallplatten GmbH in den Handel. Im gleichen Jahr erschien die Single-Auskopplung Tapetenwechsel / Wieviel Menschen waren glücklich, (daß du gelebt?) (Decca D 29 041).
Weder die Langspielplatte noch die Single wurden in den damaligen Hitparaden notiert. Langfristig verbuchte das Album dennoch einen gewissen Achtungserfolg und erreichte sowohl bei Verehrern der Künstlerin als auch in der Clubszene der 1990er und 2000er Jahre Kultstatus. Hildegard Knef bezeichnete das Album nachträglich als ihr „bestes“.
Im März 2022 erfolgte eine Wiederveröffentlichung auf Vinyl, wodurch das Album 52 Jahre nach der Erstveröffentlichung auf Platz 23 der deutschen Charts landete.

### CD

CD des Albums KNEF, 2005

Neben dem bekannten Chanson Tapetenwechsel waren zunächst nur die Titel Die Herren dieser Welt und Im 80. Stockwerk auf einigen Kompilationen in der Originalversion auf CD erhältlich. 2005 wurde das komplette Album einem Remastering unterzogen und von der Warner Music Group (Bestellnummer: 5051011-1483-2-3) auf CD veröffentlicht.

### Rezitationen, Live- und Neuaufnahmen
In der am 28. Oktober 1971 im ZDF ausgestrahlten Fernsehproduktion Ich brauch’ Tapetenwechsel stellte Hildegard Knef neben dem titelgebenden noch die Stücke Wieviel Menschen waren glücklich, daß du gelebt? sowie ältere und aktuelle Titel ihres Albums Worum geht’s hier eigentlich? (1971; Decca) vor. Im darauf folgenden Jahr erschien das Buch Ich brauch Tapetenwechsel, das 70 Gedichte, Kurzgeschichten und Liedtexte von Hildegard Knef aus den Jahren 1965 bis 1972 enthielt. Auf dem Album Texte, geschrieben und gelesen: Hildegard Knef (1972; Philips) waren Rezitationen der Texte Der Tag holt Luft und Die Herren dieser Welt enthalten.
Das Album Tournee, Tournee... – Das Livealbum ihrer Konzertreise (1980; Philips), Arrangements und musikalische Leitung: Kai Rautenberg, enthielt Live-Versionen von Die Herren dieser Welt, Schwertfisch und Ich brauch’ Tapetenwechsel. Konzertaufnahmen von 1986 der gleichen drei Titel und ebenfalls unter der Leitung Rautenbergs befanden sich auf dem Album Concert – Ihre größten Erfolge (1988; Sonia).
1995 kam die Maxi-CD Von nun an ging’s bergab / Die Herren dieser Welt (Transformer Records) auf den Markt. Dabei handelte es sich um eine Zusammenarbeit zwischen Knef und der Gruppe Engel Wider Willen. Der Trompeter Till Brönner arrangierte die auf dem Album 17 Millimeter (1999; Warner) enthaltene Neuaufnahme des Titels Im 80. Stockwerk. Auf dem gleichen Tonträger, der in Deutschland Platz 73 der Charts erreichte, befand sich das inhaltlich stark an Wieviel Menschen waren glücklich, daß du gelebt? erinnernde Lied Wer war froh, dass es Dich gab (Musik: Till Brönner, Text: Hildegard Knef, Heinz Rudolf Kunze). 2001 bearbeitete Brönner außerdem den Titel Ich brauch’ Tapetenwechsel neu, der auf der CD aber schön war es doch (2002; Warner) erschien.

### Coverversionen
Einige Titel des Albums erschienen in Coverversionen anderer Künstler, darunter befinden sich Neuinterpretationen von Lee Buddah (Im 80. Stockwerk), dieFendel (Die Herren dieser Welt, Tapetenwechsel), Dorit Gäbler (Tapetenwechsel), Justus Köhncke (Wieviel Menschen waren glücklich, daß du gelebt?), Wencke Myhre (Tapetenwechsel) und Nylon (Im 80. Stockwerk). Für ihren Titel Männer auf dem Album Auf einem Auge blöd (1995; Alternation) verwendete die Hip-Hop-Gruppe Fettes Brot ein Sample aus dem Chanson Insel meiner Angst. Für den Film Hilde (2009) nahm die Schauspielerin Heike Makatsch die Titel Tapetenwechsel und Wieviel Menschen waren glücklich, daß du gelebt? mit der WDR Big Band neu auf. Der Soundtrack erschien zeitgleich zum Kinostart auf CD (2009; Warner). Der deutsche Musiker Tristan Brusch veröffentlichte 2015 auf seiner ersten deutschsprachigen EP "Fisch" den Knef-Song "Mein Zeitbegriff" in musikalisch reduzierter Form mit neuer Melodie.